# Progressive Field
Le Progressive Field (surnommé The Jake, sur la base de son nom original, Jacobs Field) est un stade de baseball situé dans le centre de Cleveland, Ohio. Avec la Quicken Loans Arena, il fait partie du Gateway Sports and Entertainment Complex.
Depuis 1994, ses locataires sont les Indians de Cleveland, une équipe de baseball évoluant en Ligue majeure de baseball dans la Ligue américaine et qui jouait auparavant au Cleveland Municipal Stadium. Le Progressive Field a une capacité de 45 041 places et 122 suites de luxe.

## Histoire
Le Jacobs Fieldest un joli stade. Les amateurs de baseball de Cleveland méritaient une compensation après avoir enduré pendant des années le vétuste Cleveland Municipal Stadium. Avec une équipe enchainant les mauvais résultats et de faibles assistances, Richard et David Jacobs ont acheté les Indians de Cleveland en 1985, espérant améliorer la franchise et obtenir l'autorisation pour bâtir un nouveau terrain de baseball. La proposition de construire un nouveau stade de baseball a été lancée en 1984, mais il a fallu attendre huit ans avant que les travaux ne soient entrepris. En mai 1990, les électeurs du comté ont approuvé l'imposition d'une taxe de 15 ans sur les cigarettes et l'alcool afin de financer l'établissement d'un complexe sportif appelé le Gateway Sports and Entertainment Complex comprenant le futur Jacobs Field, situé dans le centre-ville de Cleveland. Les travaux d'excavation commencèrent le 13 janvier 1992. Le Jacobs Field  faisait partie d'un immense projet de renouvellement urbain qui inclut également la Quicken Loans Arena, des parkings et des plazas aménagées en parc. Le "Jake" respecte le style architectural du centre de Cleveland. Les architectes de HOK Sport ont prévu une structure en acier qui ressemble aux nombreux ponts du nord du pays, tandis que les éclairages verticaux rappellent les fumées de la zone industrielle et les gratte-ciels du centre des affaires de Cleveland. Le stade porte le nom de l'ancien propriétaire des Indians, Richard Jacobs, qui débourse annuellement 695 000 $USD pour les droits d'appellation.

Ancien logo

Le 4 avril 1994, jour de l'inauguration du Jacobs Field, 41 259 spectateurs assistent à la victoire de 4-3 des Indians de Cleveland contre les Mariners de Seattle. Le président Bill Clinton effectua le premier lancer symbolique du match. Le Jacobs Field appartient au comté de Cuyahoga, il est dirigé par Gateway Economic Development Corp et le cout de sa construction s'éleva à environ 175 millions de dollars.
Des évènements importants se sont déroulés au Jacobs Field, notamment le Match des étoiles de la Ligue majeure de baseball de 1997 et trois matchs des séries mondiales 1997.
Les Indians ont connu beaucoup de succès de 1995 jusqu'au 4 avril 2001, et l'équipe a battu le record de la ligue avec 455 matches à guichets fermés au stade. La demande était si importante que les Indians avaient vendu tous les billets de chacun des 81 matches à domicile avant le jour d'ouverture. Les Indians ont retiré le numéro 455 en l'honneur de ce record exceptionnel. "455 THE FANS" a été gravé sur un mur du stade.
En 2007, les Indians de Cleveland ont inauguré le Heritage Park, un monument situé dans une petite section derrière le mur du champ centre (Center Field Wall) pour célébrer l'histoire des Indians avec le Cleveland Indians Hall of Fame, le 100 Indian Roster (100 plus grands joueurs de l'histoire de l'équipe), le Memories of The Indians, et une plaque commémorative du légendaire Ray Chapman.
Depuis 2008, le stade porte le nom de Progressive Corporation, une compagnie d'assurances ayant son siège à Mayfield Village dans la banlieue de Cleveland. Le changement de nom a été annoncé le 11 janvier 2008. Progressive Corporation a accepté de verser 57,6 millions de dollars sur 16 ans, ce qui est une pratique de plus en plus courante dans les ligues majeures de baseball, les noms originaux des stades étant malheureusement relégués aux oubliettes.

## Description
The Jake se compose de trois rangées de tribunes qui s'étendent autour du terrain de jeu et d'excellents panoramas sur l'horizon du quartier des affaires de Cleveland peuvent être vus de plusieurs endroits du stade. Dans le champ gauche, une section de gradins ("bleachers") est situé au-dessus d'un mur de 6 mètres de hauteur qui est surnommé le mini Green Monster. Par-dessus ces sièges se trouve l'immense tableau d'affiche qui fut installé pour célébrer les 10 ans du stade en avril 2004. Le tableau d'affichage des scores a été modernisé avec l'installation du plus grand affichage visuel du monde dans un bâtiment sportif. L'écran géant video fut édifié par la société Daktronics. Les mesures du tableau sont de 10,9 mètres de haut par 45,4 m. de large et le projet coûta environ $7 millions de dollars.
Le Progressive Field dispose de beaucoup de commodités comprenant la Davey Tree Backyard Picnic Area au-delà du champ central, la Miller Lite Patio Area, le Indians Team Store, le Wahoo World où les visiteurs peuvent défier le bras artificiel de la Major League à la Speed Pitch Machine. Dans tout le stade se trouve plusieurs secteurs de divertissement.

## Événements
- Séries mondiales, 1995 et 1997
- Match des étoiles de la Ligue majeure de baseball 1997, 8 juillet 1997

## Dimensions
- Champ gauche - 325 pieds (99 mètres)
- Champ centre gauche - 370 ' (113 m)
- Champ centre - 400 ' (121.9 m)
- Champ centre droit - 375 ' (114 m)
- Champ droit - 325 '(99 m)

## Galerie

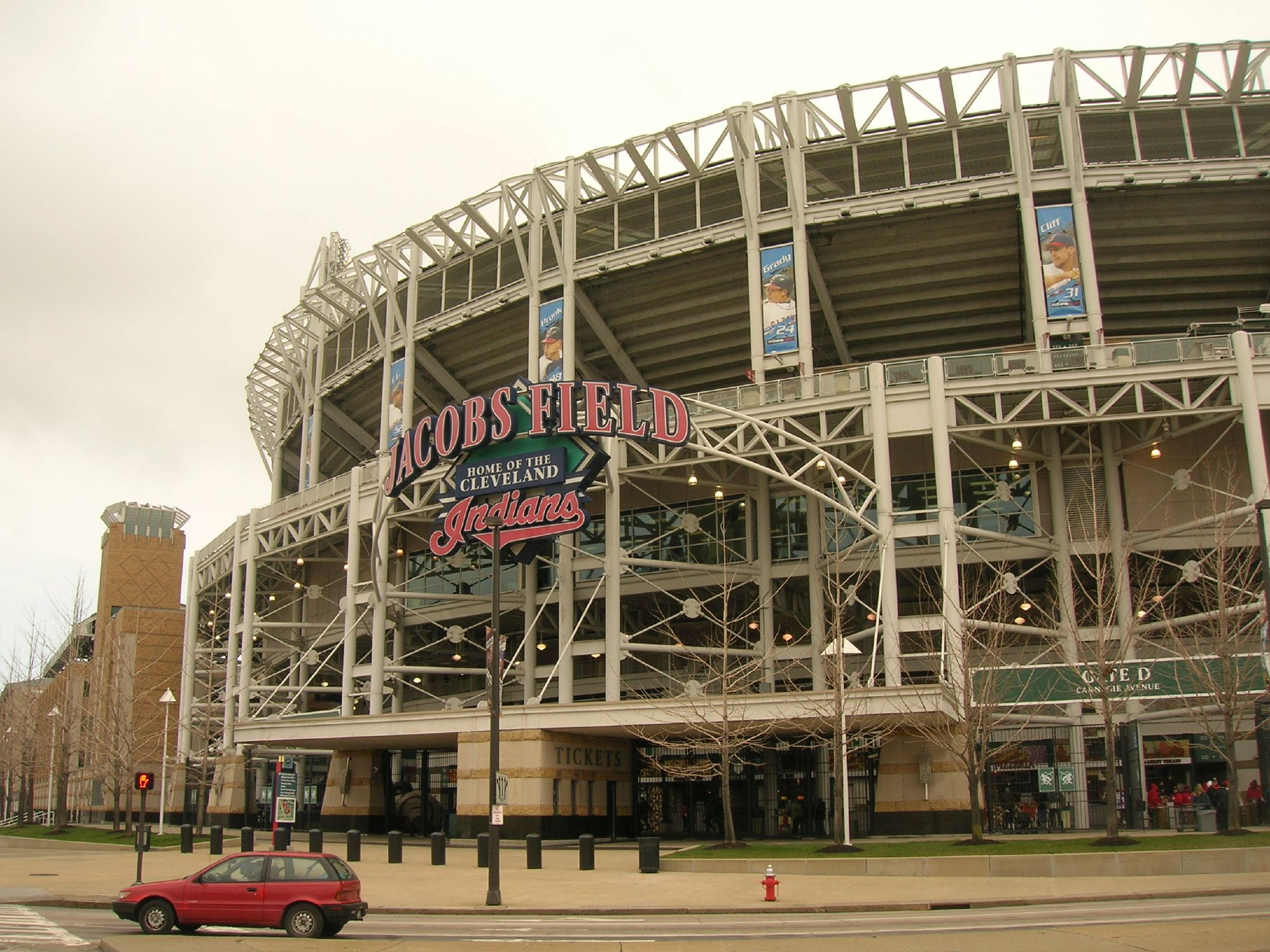
Façade extérieure
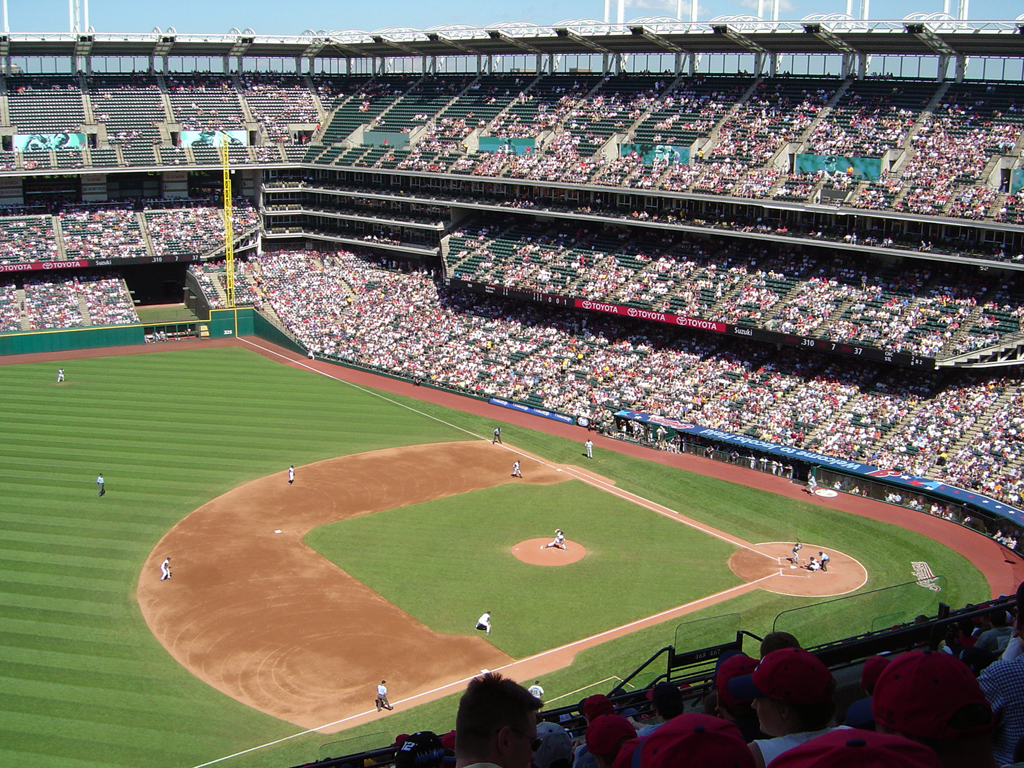
Indians contre Mariners
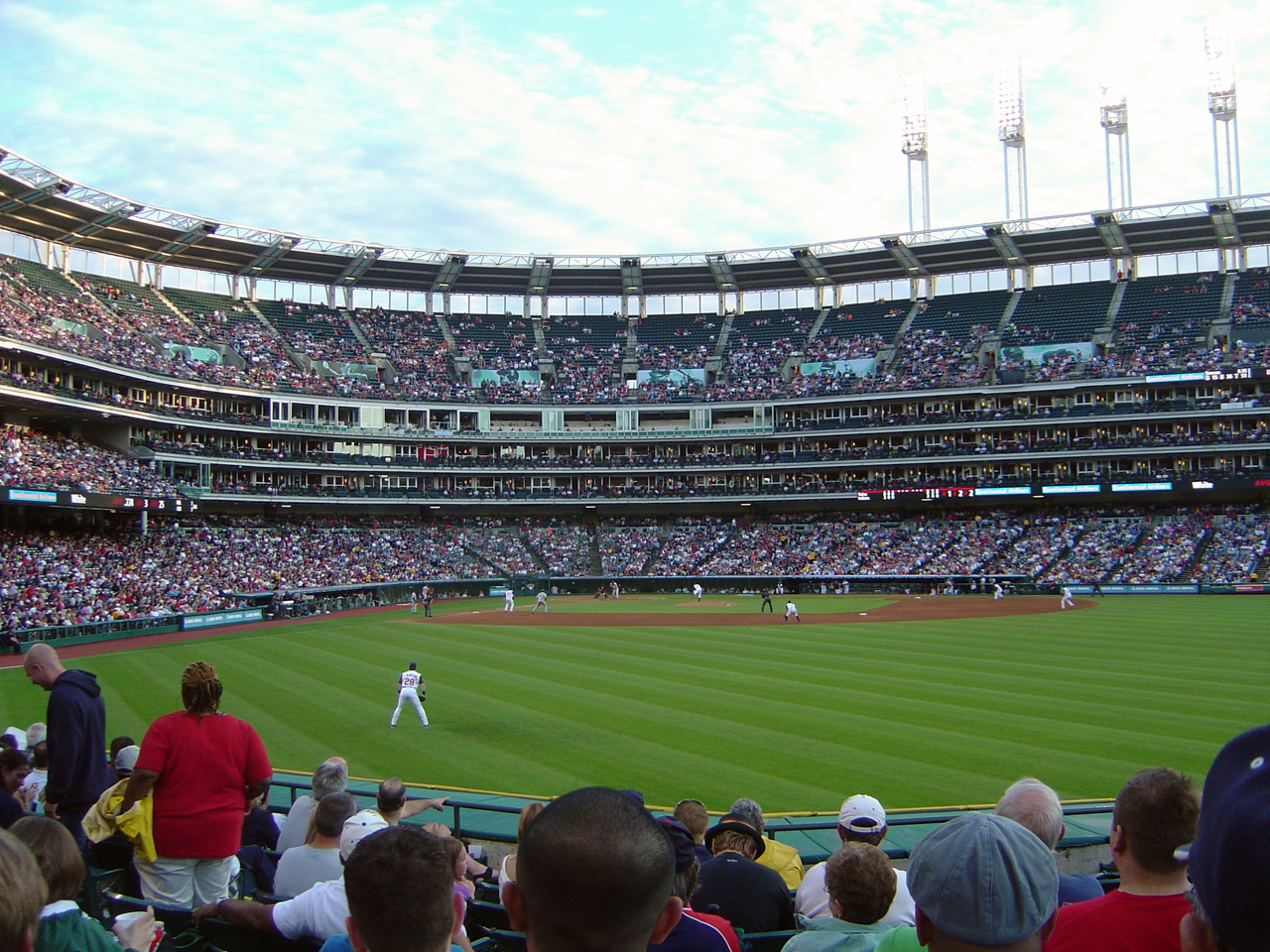
Enceinte du "Jake"
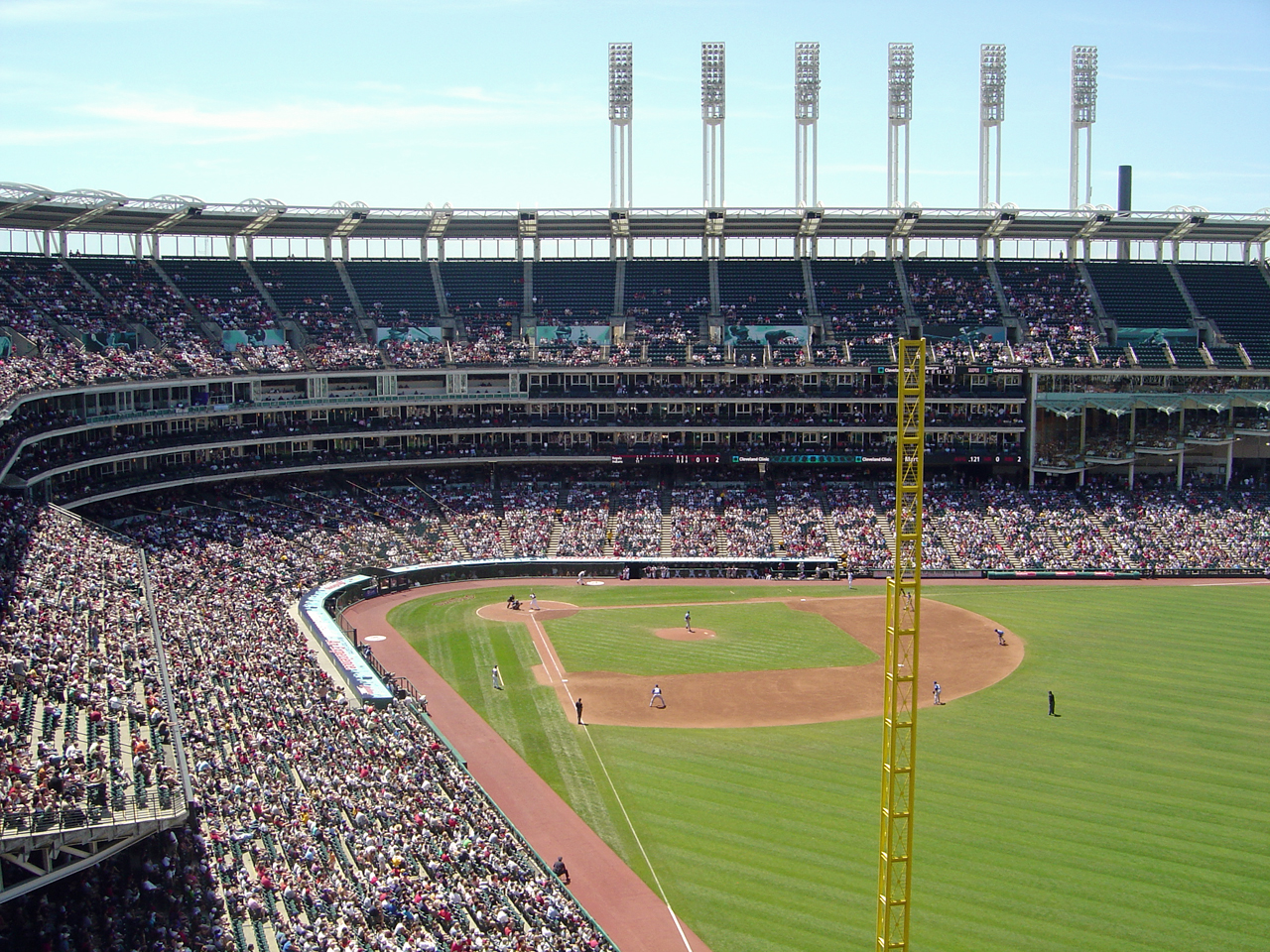
Tribunes
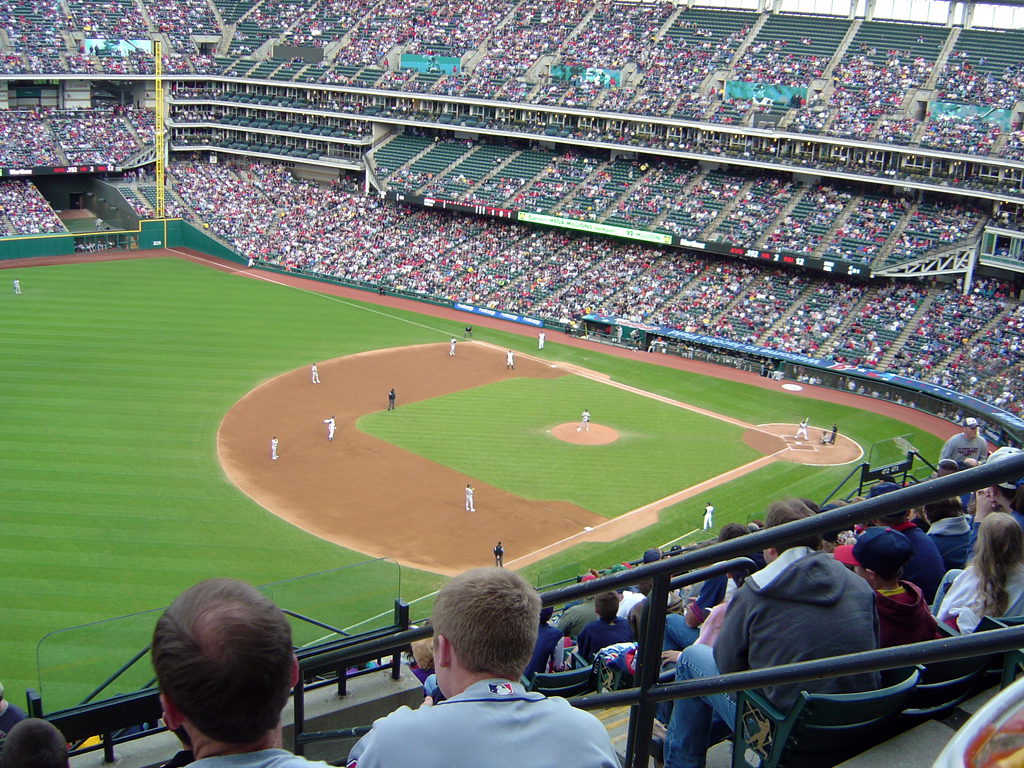
Indians contre Athletics
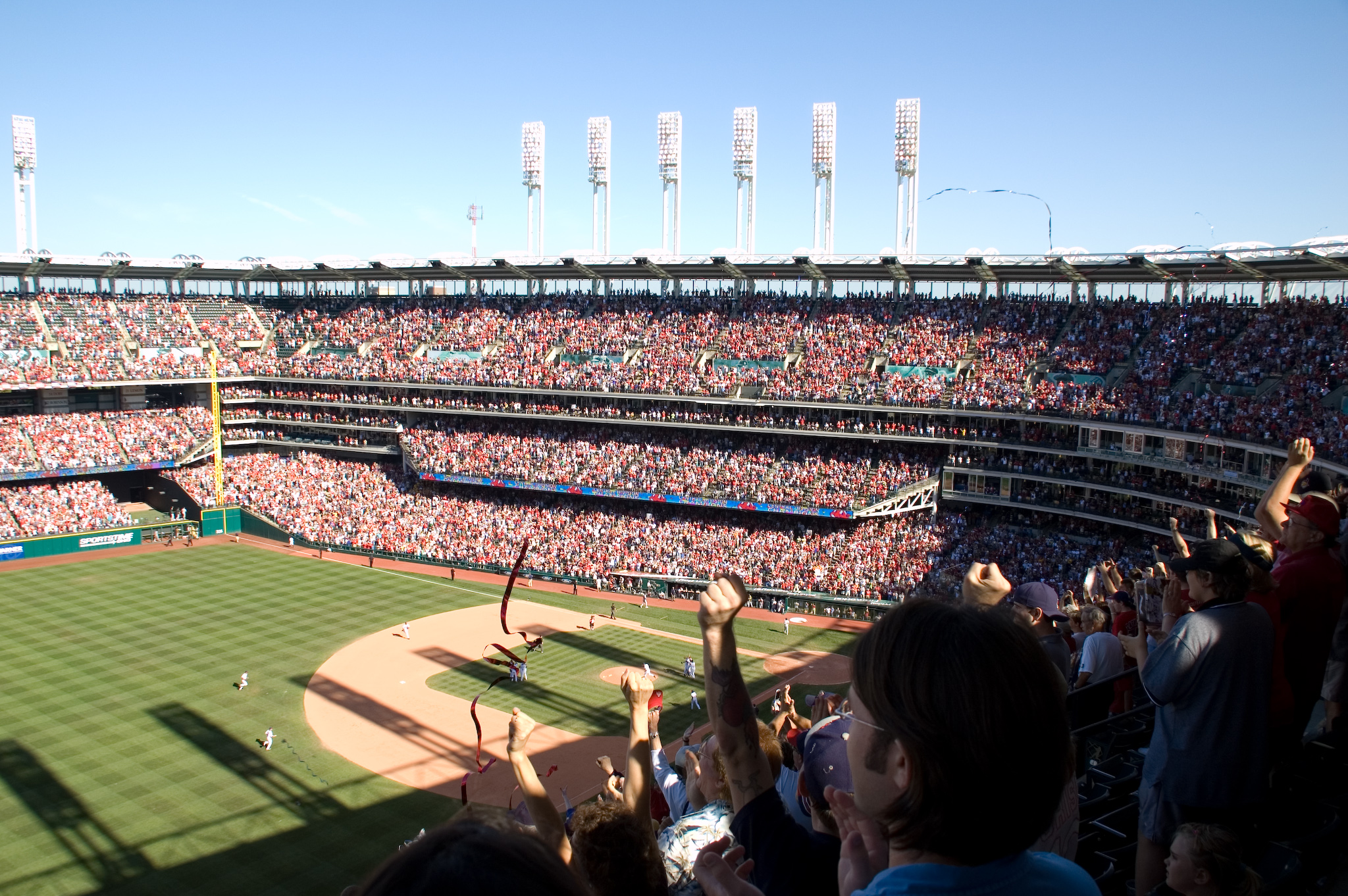
Victoire des Indians (2007)
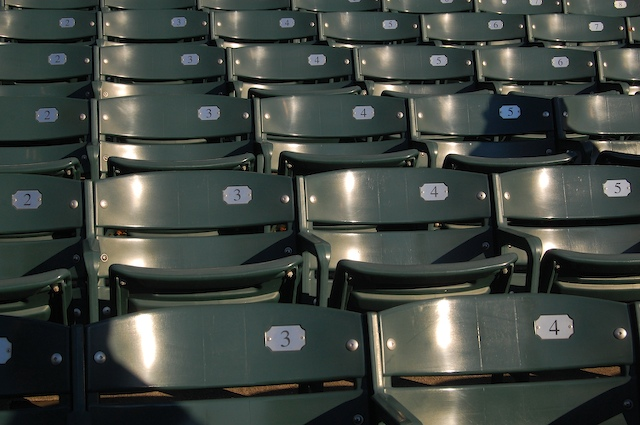
Sièges